# Капкејк
Капкејк (енгл. cupcake) јесте колачић који је настао у Сједињеним Америчким Државама. Најчешће се састоји из два дела. Базу или доњи део чини бисквит, док је на врху крем. Овај мали колач је намењен послуживању једне особе и данас је веома популарaн слаткиш у свету, пре свега због јефтиних и лако доступних састојака и једноставне припреме. Постоји много различитих врста капкејка, добијених комбиновањем различитих укуса бисквита и крема.

## Историја
Најранији познати запис онога што данас зовемо капкејк био је 1796. године, када је Амелија Симонс објавила рецепт за "лагану торту печену у чашицама" у свом кувару. Међутим, тада термин капкејк није био у употреби. Он се први пут појављује 1828. године, када је у САД из штампе изашла књига "Седамдесет пет рецепата за колаче, торте и слаткише" ауторке Елајзе Лесли, која је у овој књизи објавила упутство за припрему данас веома популарног колача.
Модерна идеја о капкејку се разликује од историјског порекла ове фразе. Почетком 19. века постојала су два различита термина: кап кејк и капкејк. 
Термин кап кејк  ("шоља за торте") односио се на торту чији су састојци мерени шољом. Већина кувара у Уједињеном Kраљевству и Северној Америци почетком 19. века нису знали читати, тако да су рецепти  и пажљиво чуване тајне њихових кулинарских успеха били памћени и преношени са генерације на генерацију. Количине састојака мерене су шољама стандардне величине,  како би процес памћењa упутстава за припрему одређеног колача био олакшан. Каснијих година, када су установљене стандардне, нама данас познате мере састојака, ови рецепти су постали познати као 1234 колачи или четвртина колача, такозвани јер се састоје од четири састојка: једна шоља путера, две шоље шећера, три шоље брашна и четири јаја.
Из рецепта објављеног 1828. године проналазимо упутства за печење појединачних колачића у мањим шољама. Ово нам говори да порекло овог малог колача датира бар из раног 19. века. Колачи су се пекли у појединачним шољама како би се попунио неискоришћен простор у рерни. Колачи из овог периода су добијали име по чашама у којима су се пекли. Како се овај колач пекао у шољи, добио је назив капкејк. Ово је употреба имена која је остала, и назив капкејк сада је дат било којој малој, округлој торти која је величине чашице.
Почетком 20. века појава плехова и силиконских модли за печење више колача истовремено донела је методу масовне производње, а рођена је и модерна традиција печења.

## Рецепти
Класичан капкејк може се направити од истих основних састојака који би се користили за торту нормалне величине, а то су: путер, шећер, јаја и брашно. Како у бисквит тако и у крем могу се додати и умешати и други састојци. Класични додаци бисквиту су комадићи чоколаде или суво грожђе, док се у крем могу умешати орашасти плодови, бобице и друге врсте воћа. Такође се могу посути шећерне мрвице одозго или додати декоративни украси за торте и колаче, као што су цветићи, срца и бомбонице. У базу се још могу додати различита пуњења, углавном воћна или чоколадна. Тај фил се може додати кашичицом, прављењем рупице на врху колача или убризгати директно у бисквит преко шприца. Током времена људи су експериментисали са различитим укусима, те су на сцену ступиле слатко-слане комбинације укуса. Један од најпопуларнијих сланих додатака су переце. Велика предност овог колачића јесте да су четири састојка основна, док се остали додају по укусу.

Њихова мала величина омогућава им да се пеку много брже од нормалног колача. За време печења, волумен теста се у почетку повећава због стварања угљен-диоксида, а смањује се након хлађења услед ослобађања гасова, као што су пара, ваздух и угљен-диоксид.
- Капкејк са украсом цвета
- Воћни капкејк
- Капкејк са шећерним мрвицама
- Чоколадни капкејк са чоколадним комадићима

### Варијанте
- Торта у шољици је варијанта која је стекла популарност на многим форумима за кување и интернету. За ову технику шоља се користи као посуда за кување и печење се врши у микроталасној пећници. Припрема често траје мање од пет минута. Биљно уље, обично маслиново или сунцокретово, се додаје у мешавину брашна и других састојака, а загревањем уља у смеши стварају се ваздушни џепови, који омогућавају да се колач брзо дигне.
- Торта са лептирима је варијанта капкејка.[8][9][10] Зове се још и бајковита торта због својих бајковитих "крила". Може се направити од било којег укуса. Врх бајковите торте исече се на пола. Затим се рупица на врху попуни шлагом, џемом или неким другим кремом. На крају, две одсечене половине су заглављене у крему и подсећају на крила лептира. Крила торте су често украшена глазурама како би се формирале различите шаре, као оне на крилима лептира.
- Куглица од торте је лоптица прекривена чоколадом. Најпре се испече бисквит стандардне величине, затим се измрви и на крају помеша са глазуром. Добијена смеса се обликује рукама у куглицу и потом се умаче у отопљену чоколаду.
- Гурмански капкејк је новија верзија капкејка. Ови колачи су велики и пуњени, а засновани на различитим темама укуса, као што су тирамису или капућино. Последњих година дошло је до пораста броја продавница које продају само гурманске колаче.[11]
- У рецептима на српском ови колачи су познати и под називом "Мафини" [12].

## Начини печења
Првобитно се капкејк пекао у керамичким шољама. Неки пекари и даље за печење користе појединачне посудице, шољице за кафу, велике шоље за чај или друго керамичко посуђе.
Данас се ови колачићи пеку у плеховима који су најчешће направљени од метала или силиконске гуме и имају шест или дванаест удубљења. Стандардно удубљење има 76 милиметара у пречнику и прима 110 грама смесе. Међутим, у последње време се производе плехови са удубљењима различитих величина.
Приликом печења могу се користити и појединачне корпице. То су листови танког папира, направљени у облику чашице. Коришћењем ових корпица капкејк остаје сочан и може се лакше извадити из плеха након печења, а сам плех је после лакше очистити. Ове корпице доступне су у неколико величина, од великих до малих, и сматрају се санитарнијом варијантом када се колачи преносе из руке у руку.
Поред корпица постоје и облоге, које се могу израђивати од врло танке алуминијумске фолије или силиконске гуме, као појединачне посудице. Будући да се могу самостално носити, фолије и силиконске облоге могу се користити и на равном плеху за печење, што их чини популарним међу људима који немају специјализовани плех са удубљењима. Неке корпице направљене су од дебљег папира, често са чвршћим картоном на горњој ивици, ради додатне чврстоће, тако да могу и самостално да пеку капкејк, без плеха. Неки пекари користе две или три танке корпице, угњеждене заједно да симулирају једну чврсту корпицу.
Различите величине корпица сматрају се "стандардним" у различитим земљама. Мини корпице су обично 27 до 30 милиметара у пречнику на дну и висине 20 милиметара. Корпице стандардне величине се крећу од 45 до 53 милиметара у пречнику на дну и високе су од 30 до 35 милиметара. Аустралијски и шведски пекари су навикли на веће папирне корпице, са већим пречником на врху у односу на америчке и британске пекаре.

## Продавнице
У Сједињеним Америчким Државама се почетком 21. века развио тренд отварања специјализованих посластичарница које продају само капкејкове. Ови колачи су почели добијати на популарности почетком 2000-их када су се посластичарница Магнолиа из Њујорка и њихови производи појавили у популарној ТВ серији Секс и град.
Џорџтаун Капкејк (енгл. Georgetown Cupcake) је била прва специјализована посластицарница за капкејкове отворенa у Вашингтону. Посластичарница је стекла популарност након премијере емисије ДЦ Капкејкc (енгл. DC Cupcakes) на каналу ТЛЦ 2010. године. Емисија се састоји из шест делова и приказује посластичарницу и власнице, сестре Софију ЛаМонтагне и Катерину Калинис.
Са седиштем у Беверли Хиллсу, у Калифорнији, Спринклс Капкејкс (енгл. Sprinkles Cupcakes) је посластичарница у власништву Кендис Нелсон и њеног супруга Чарлса Нелсона. Отворена је 2005. године, а запослени дневно направе преко 25 000 капкејка са 11 локација. Спринклс је такође прва продавница која је представила капкејк банкомат, који може да прими до 350 капкејка.

## Занимљивости

### Специјалне прославе
Капкејкови се често користе за прославе, које имају одређену тему. Управо због своје прилагодљивости, тиме што се може бирати укус и декорација, капкејк је одличан за забаве било које врсте. 
- У западњачким културама даривање детета је прослава која не може проћи без ових колачића. Они се украшавају у плавој или розе боји, како би се открио пол детета.
- Периодни систем капкејка је колекција украшених капкејка поређаних тако да представљају елементе периодног система. Сваки колач је украшени одговарајућим атомским бројем и хемијским симболом. Прва особа која је испекла и декорисала скуп колача организованих и обојених тако да представљају елементе периодног система била је Ида Фројнд, професорка хемије у Великој Британији, 1907. године. Користила је колаче као педагошко средство да ангажује и забави студенткиње на Универзитету у Кембриџу.[16]

### Национални дани капкејка у САД
- 18. октобар је национални дан чоколадних капкејка
- 9. новембар је национални дан капкејка са укусом ваниле
- 15. децембар је национални дан капкејка са укусом лимуна

### Рекорд
Рекорд за највише поједених капкејка у најкраћем времену је 29 колача за 30 секунди.

### Највећи капкејк
Највећи капкејк на свету направљен је 2. новембра 2011. године. Овај рекорд постигла је посластичарница Џорџтаун Капкејк, а сам колач је био тежак 1176.6 килограма и висок скоро 92 центиметара са скоро 150 центиметара у пречнику. Рерна и плех су посебно направљени за овај покушај, а сам плех је био тежак 305.9 килограма.

## Галерија
- Капкејк са украсом цвета
- Воћни капкејк
- Капкејк са шећерним мрвицама
- Чоколадни капкејк са чоколадним комадићима
- Чоколадни капкејкови са шлагом од чоколаде и шареним мрвицама
- Чоколадни капкејкови са малинама
- Капкејк торањ
- Капкејк букет
- Спремање капкејка у силиконским калупима
- Излог капкејкова
- Капкејкови у стилу Пепељуге
- Вики капкејкови